# ジャン・ルースロ
ジャン・ルースロ（Jean Rousselot 1913年10月27日 - 2004年5月24日）はフランスの詩人、作家。

## 来歴
人間的温感のある抒情詩を作る.詩人の役割は世界を歌うことでも事物を名づけることでもあり得ないだろう。また、思想を、音楽を、色彩を、香りを詩句にすることではなく、不可解にして無限のこの宇宙の真中に人間の緯度と経度を与えることである。アレゴリーの象徴、生の、あるいは熟慮されたイマージュ、錯乱、どんな詩法でもよい、それらの使用が自然で、作り物でないならば……という詩に対しての回答を著す。詩集に『パンの味』、『空の血』、『沈黙の道』など多数。フランス詩に関する解説書や詩人論も多く著している。

## 著作
- フランス詩の歴史 Histoire de la poesie francaise 露崎俊和 訳、白水社 ISBN 978-4560057483